# Bahnhof Nördlingen
Der Bahnhof Nördlingen ist ein Eisenbahnknoten in Nördlingen.

## Geschichte

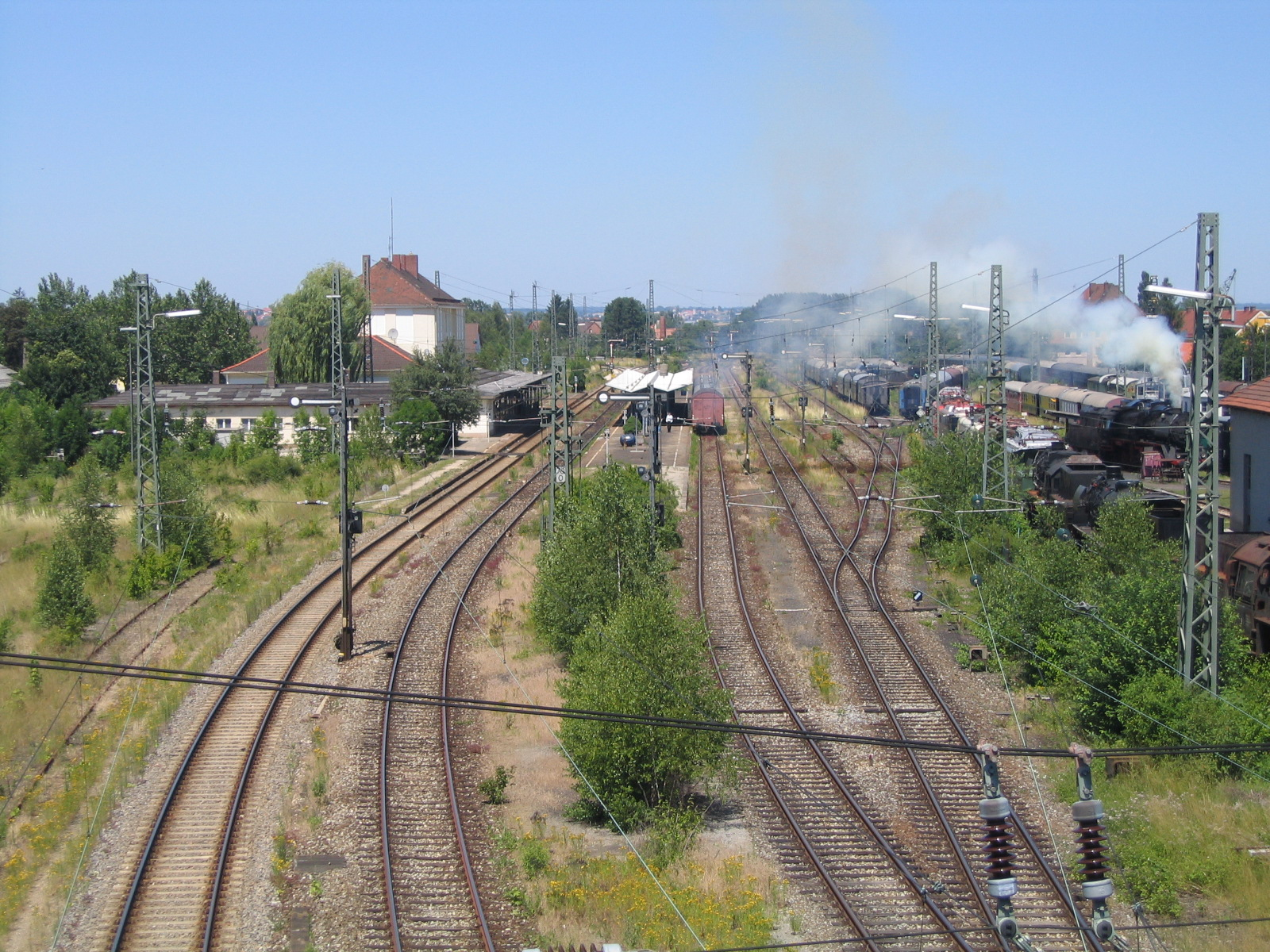
Der Bahnhof von Süden (aus Richtung Donauwörth)

Im Zuge des Baus der Ludwig-Süd-Nord-Bahn, der ersten Fernbahn Bayerns, wurde ein Bahnhof in Nördlingen geplant, da man sich hier den Anschluss an das Bahnnetz Württembergs erhoffte. Da damals die Lokomotiven nicht leistungsfähig genug waren, um eine Trassierung über den Hahnenkamm problemlos durchführen zu können, wurde die Strecke „außen herum“ gewählt: Donauwörth–Nördlingen–Oettingen–Gunzenhausen–Pleinfeld; hinzu kamen noch wirtschaftliche und kostenrelevante Aspekte. Auch befürchtete man Probleme mit Dammrutschungen bei Einschnitten, welche 1906 beim Bau der Strecke Donauwörth–Treuchtlingen tatsächlich auch eingetreten sind.
Der 42,4 Kilometer lange Abschnitt der Ludwig-Süd-Nord-Bahn Donauwörth–Nördlingen–Oettingen wurde von den Königlich Bayerischen Staatseisenbahnen erbaut, am 15. Mai 1849 eröffnet und im gleichen Jahr abschnittsweise weiter bis Nürnberg in Betrieb genommen. 1861 kam es zu einem Staatsvertrag zwischen den Königreichen Bayern und Württemberg, in dem Nördlingen, neben Ulm, als zweiter Grenzbahnhof zwischen beiden Staatsbahnen festgelegt wurde. Der bayrische Abschnitt der Bahnstrecke Stuttgart-Bad Cannstatt–Nördlingen wurde dabei ab der Grenze ebenfalls vom Königreich Württemberg erbaut, sie schließt in Nördlingen an die 1849 vom Königreich Bayern erbaute Bahnstrecke Augsburg–Nördlingen an. Den 3,75 Kilometer langen Abschnitt zwischen der Grenze und Nördlingen betrieben die Königlich Württembergischen Staats-Eisenbahnen pachtweise. In Nördlingen befand sich seit 1863 ein separater Kopfbahnhof mit eigener Einstiegshalle für die württembergische Strecke.
Als Grenzbahnhof wurde die Anlage nun symmetrisch angelegt: der bayerische Teil im Süden, der württembergische im Norden. Es waren jeweils vorhanden: Kopfbahnsteige mit Bahnsteighalle (direkt an die Flügel des Gebäudes anschließend), Güterbereich (wobei zwei Gleise vor dem Bahnhof über den stadtseitigen Bahnhofsplatz geführt wurden, um die beiden Güterbahnhöfe direkt miteinander zu verbinden; die Güter wurden in der Frühzeit umgeladen, da eine württembergische Lokomotive nicht fähig war, einen bayerischen Wagen zu ziehen – und umgekehrt); der eigentliche Bahnhof mit seinen Einrichtungen (Warteräumen etc.) war zweifach genutzt, bis hin zum eigenen bayrischen und württembergischen Abortgebäude.
1876 wurde die Strecke nach Dombühl bis zum Bahnhof Dinkelsbühl eröffnet, 1881 ging es dann durchgehend bis Dombühl. 1903 kam noch die Strecke nach Wemding hinzu.
Die mittlere Ortszeit war für das bürgerliche Nördlinger Leben in Form der Sonnenzeit maßgebend; die Eisenbahnverwaltungen dagegen waren bis zur Einführung des Gesetzes betreffend die Einführung einer einheitlichen Zeitbestimmung gezwungen, zwei Zeitrechnungen nebeneinander zu führen. Im inneren Dienst richtete man sich nach der Ortszeit der Hauptstation des Bezirkes oder der Hauptstadt des Landes und gab den Dienstfahrplan nach dieser Zeitrechnung für das ganze Bahngebiet heraus. Da sich die Königlich Württembergischen Staats-Eisenbahnen an der Stuttgarter Ortszeit orientierten, der bayerische Zugverkehr jedoch an der Münchner Ortszeit, gab es eine Zeitdifferenz von neuneinhalb Minuten bei den beiden verwendeten (Eisenbahn-)Zeiten, bis auch sie, gemeinsam mit den anderen Bahnhofsuhren im Deutschen Reich, am 1. Juni 1891 auf die einheitliche mitteleuropäische Eisenbahnzeit umgestellt wurden.
In Nördlingen beginnende Züge starteten auch weiterhin vom entsprechenden Kopfbahnsteig. Die Züge in Richtung Dombühl fuhren beispielsweise auch vom Württemberger Kopfbahnhof auf Gleis 3 ab. Mit den Strecken nach Aalen, Donauwörth, Dombühl, Wemding und Gunzenhausen war der Bahnhof Nördlingen ein wichtiger Eisenbahnknotenpunkt regionaler Bedeutung, der jedoch nicht von Fernverkehrszügen bedient wurde.
Die Nivellierung der ersten Fernbahn stellt die erste große Vermessung in Bayern dar und wurde in der Vorbereitung und beim Bau der Strecken durch die Bauingenieure der Staatsbahn selbst durchgeführt. Eine erste offizielle Vermessung im Königreich Bayern fand erst in den Jahren 1868/69 mit den Messungen zum Bayerischen Präcisionsnivellement statt. Hier richtete man sich bei den Polygonen auch nach den das Königreich durchziehenden Eisenbahnstrecken aus, skaliert mit Bayerischen Fuß und Pariser Fuß. Am 29. April 1869 führte Bayern per Gesetz zum Jahreswechsel 1872 das metrische System ein (siehe Alte Maße und Gewichte (Bayern)). Die Höhenmetertafel der Königlich Bayerischen Staatsbahnen am Bahnhofsgebäude in Nördlingen zeigt „446,2752 m über Normal-Null“.
Zur Zeit der Bayerischen Staatsbahn waren im Bahnhofsgebäude folgende Einrichtungen untergebracht: im Erdgeschoss zwei Treppenhäuser mit Vorplatz, ein „Wartesaal I. Classe“, ein „Wartesaal II. Classe“, ein „Wartesaal III. Classe“, Vorzimmer, „Jourbureau“, ein Zimmer für den Stationsdiener, ein Zimmer für den „Specialkassier“ sowie ein Zimmer für den „Bahnamts-Vorstand“, das „Telegraphen-Bureau“, die „Bahnexpedition“, die „Postexpedition“, der Kofferträger, das „Arrestantenlocal“, die Registratur und zwei Bereiche für „Schenke u. Büffet“ zwischen den Warteräumen der „II. und III. Classe“.
In den Jahren 1983 und 1984 bediente mit dem Flügelzug des Trans-Europ-Express Rheingold von Amsterdam nach München auch ein Fernzug Nördlingen. 
Nachdem die Stadt Nördlingen 2013 das Empfangsgebäude von einem Investor gekauft hatte, begann 2016 die Sanierung. Nach der Fertigstellung im Februar 2020 zog hier eine Außenstelle des Landratsamtes Donau-Ries mit rund 50 Mitarbeitern ein. Es umfasst unter anderem die Kfz-Zulassungsstelle und das Job-Center.
Am 14. Juni 2021 erfolgte der Spatenstich zum barrierefreien Ausbau des Bahnhofs. Dabei wurden alle Bahnsteige auf 76 cm angehoben, sodass das Ein- und Aussteigen aus den Zügen leichter fällt. Zudem wurde die Unterführung zum Mittelbahnsteig Richtung Süden zum bestehenden Parkhaus und Busbahnhof verlegt. Die Überdachung des Mittelbahnsteigs wurde auf lediglich zehn Meter zurückgebaut, die des Hausbahnsteigs wurde komplett abgebrochen und durch zwei Wartehäuschen ersetzt. Außerdem wurde die gesamte technische Ausstattung der Bahnsteige erneuert. Die Fertigstellung der Arbeiten war ursprünglich zum Frühjahr 2023 geplant. Unter anderem aufgrund von  Lieferschwierigkeiten und Personalengpässen konnte der barrierefreie Ausbau erst im Juli 2024 abgeschlossen werden.

## Anlagen
Das württembergische Bahnbetriebswerk mit einem dreiständigen Lokschuppen, eigener Drehscheibe und den Lokbehandlungsanlagen befand sich in der Gegend des heutigen Fahrdienstleiter-Stellwerks (Stellwerk 2); es ist jedoch nichts mehr davon erhalten. Lediglich Spuren der Drehscheibengrube sind noch auszumachen.
Im ehemaligen bayerischen Bahnbetriebswerk ist heute das Bayerische Eisenbahnmuseum (BEM) untergebracht. Die BayernBahn Betriebsgesellschaft, ein privates Eisenbahnverkehrsunternehmen (EVU), hat seinen Sitz im ehemaligen bayerischen Güterbahnhof. Es führt u. a. den Güterverkehr auf den Strecken im Umland durch, sowie den Zugverkehr des BEM.
Es existierten zwei Stellwerke (Fahrdienstleiter im Norden und Weichenwärter im Süden); diese waren mechanische Stellwerke der Bauart »Jüdel« und im Jahr 1929 erbaut worden. Daher wies der Bahnhof Formsignale auf. Das dritte Stellwerk für das Bahnbetriebswerk wurde abgebrochen.
Am 31. März 2025 wurde ein neues, örtlich bedientes elektronisches Stellwerk in Betrieb genommen, an den Bahnübergängen in Nördlingen wird noch bis Herbst 2025 gearbeitet. Die Kosten für alle Maßnahmen inklusive der Bahnübergänge bis Möttingen belaufen sich auf rund 42 bis 45 Millionen Euro. Nach Angaben der Deutschen Bahn werden nun insgesamt 14 Hauptsignale und 17 Weichen am Nördlinger Bahnhof gesteuert, dazu kommen drei Bahnübergänge. In Möttingen soll die Technik auch noch modernisiert werden, die Planung ist im Gange.

## Zukunft
Die Reaktivierung der Strecke nach Dombühl wird seit vielen Jahren diskutiert. Zukünftig sollen im Stundentakt Regionalbahnen von Nördlingen über Dinkelsbühl und Feuchtwangen nach Dombühl verkehren. Dies konnte Stand Mai 2024 nicht umgesetzt werden. Die Strecke Nördlingen–Gunzenhausen wurde hingegen im Dezember 2024 zwischen Wassertrüdingen und Gunzenhausen wieder reaktiviert. Eine Verlängerung bis Nördlingen wird angestrebt.
Ab 2022 übernimmt Go-Ahead Bayern das Los 1 der Augsburger Netze, was die Leistungen des bisherigen Fugger-Express umfasst. Hier ist auch ein späterer Zug nach Nördlingen geplant, sodass Fahrgäste auch nach Mitternacht die Stadt erreichen können. Zusätzlich ist die Verlängerung der Regional-Express-Linie RE 1 Karlsruhe – Aalen im Gespräch. Diese soll an Werktagen vier Mal mit Zwischenhalt in Bopfingen bis Nördlingen weiterfahren.

## Zeitliche Übersicht
- 15. Mai 1849 Donauwörth–Oettingen: Eröffnung des Bahnhofs und Bahnbetriebswerkes als Teil der Ludwig-Süd-Nord-Bahn
- 3. Oktober 1863 Nördlingen–Aalen: Eröffnung als zweiter Teil der Bahnstrecke Stuttgart-Bad Cannstatt–Nördlingen, bayerisches Streckenstück unter Betriebsführung der Königlich Württembergischen Staats-Eisenbahnen
- 2. Juli 1867 Nördlingen–Dinkelsbühl: Eröffnung als südlicher Teil der Strecke Nördlingen–Dombühl
- 4. Oktober 1903 Nördlingen–Wemding: Eröffnung
- 30. Mai 1981 Nördlingen–Wemding: Einstellung des Personenverkehrs
- 1. Juni 1985 Nördlingen–Dinkelsbühl: Einstellung des Personenverkehrs auf der Strecke Nördlingen–Dombühl
- 29. September 1985 Nördlingen–Gunzenhausen: Einstellung des Personenverkehrs auf der Strecke Nördlingen–Pleinfeld
- 30. Juni 1995 Nördlingen–Wemding: Einstellung des Güterverkehrs
- 1. Juni 1997 Nördlingen–Wassertrüdingen (Einstellung des Güterverkehrs auf der Strecke Nördlingen–Pleinfeld)
- 27. Mai 1998 Nördlingen–Wilburgstetten (Einstellung des Güterverkehrs auf der Strecke Nördlingen–Dombühl)[15]
- 25. Januar 2019 Nördlingen–Dinkelsbühl: Stilllegung der Strecke
- April 2020 Nördlingen–Wilburgstetten: Reaktivierung des Güterverkehrs

## Betrieb

### Personenverkehr
| Linie            | Verlauf                                                           | Frequenz                             |
| ---------------- | ----------------------------------------------------------------- | ------------------------------------ |
| /                | Aalen – Nördlingen – Donauwörth (– Augsburg – München)            | stündlich                            |
| RB87             | Nördlingen – Harburg (Schwab) – Donauwörth – Augsburg (– München) | stündlich in der HVZ                 |
| Seenland-Express | Nördlingen – Oettingen (Bay) – Wassertrüdingen – Gunzenhausen     | zwei Zugpaare an Sonntagen im Sommer |

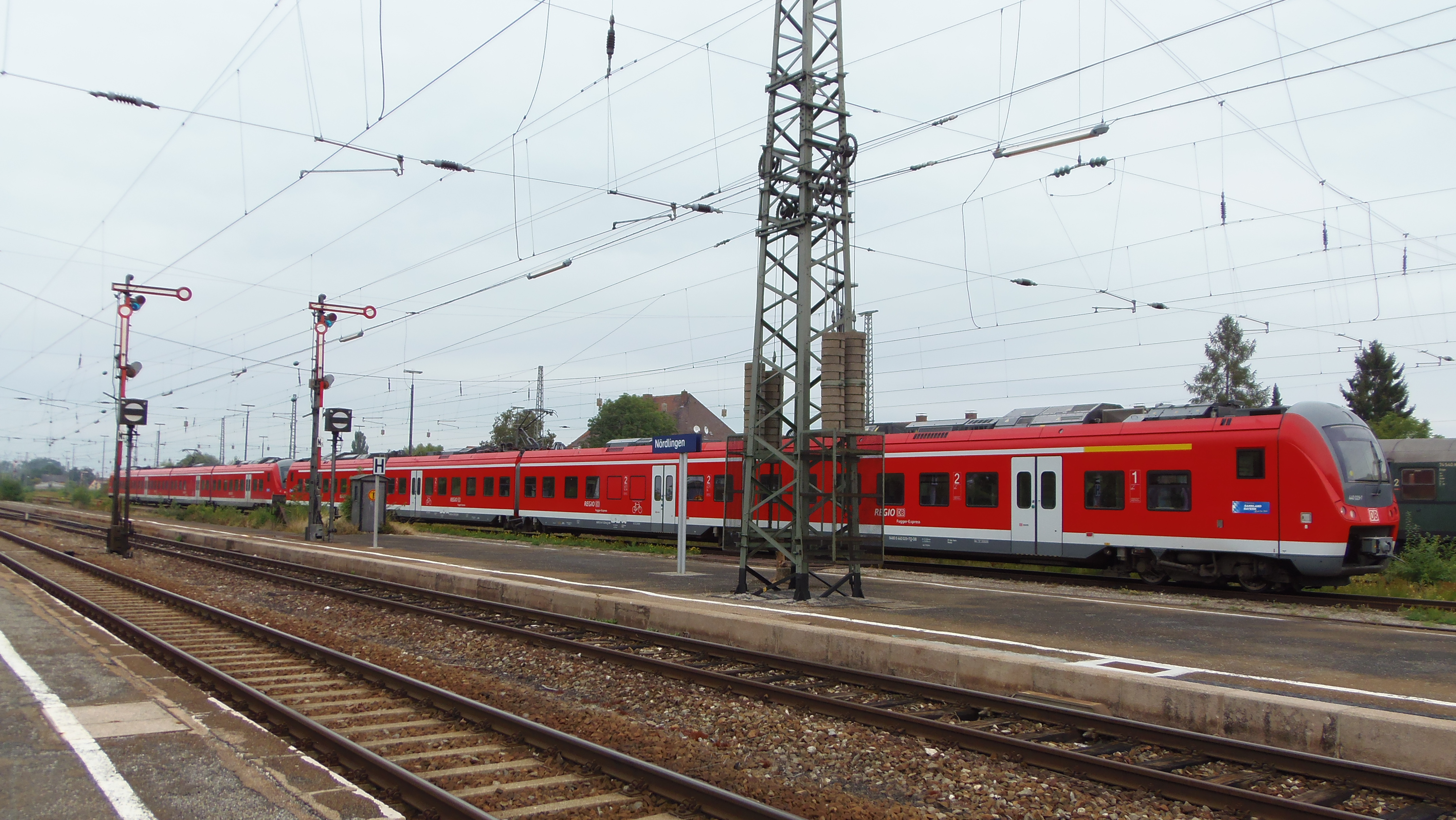
Triebzug der Baureihe 440

Des Weiteren ist die Aufnahme des Museumsverkehrs zwischen Nördlingen und Wilburgstetten geplant.

### Güterverkehr
Die noch betriebsfähigen Gleise im Bahnhofsbereich werden von der Bayernbahn zum Abstellen verschiedener Güterzüge genutzt. Darüber hinaus verkehren mehrmals wöchentlich Züge der Eisenbahngesellschaft nach Wassertrüdingen bzw. Gunzenhausen, die Produkte der Firma Henkel Beauty Care aus Wassertrüdingen transportieren.
Die Strecke nach Wilburgstetten wird seit April 2020 von Holzzügen der Mittelfränkischen Eisenbahnbetriebsgesellschaft bedient. Diese fahren zum Holzwerk Rettenmeier in Wilburgstetten. Auch auf dieser Strecke sind zukünftig mehrere Züge pro Woche geplant.

### Busverkehr
Direkt neben dem Bahnhof liegt der Busbahnhof der Stadt Nördlingen. Hier fahren von acht Bussteigen 16 Buslinien ab.